# Carlos Kleiber
Carlos Kleiber (3. juli 1930 i Berlin – 13. juli 2004 i Konjšica i Slovenien), var en østrigsk-argentinsk dirigent og komponist, søn af Erich Kleiber.
Forvirringen om Carlos Kleiber begynder allerede ved hans fødsel og med spørgsmålet om hans nationalitet.
Karl (!) Kleiber blev født i Tyskland af en amerikansk mor og en østrigsk far. (Selv om man godt kan argumentere for at kalde Erich Kleiber enten tysker eller tjekke.) Familien flyttede til Argentina midt i 30'erne, og lille Karl blev argentinsk statsborger og fik ændret sit navn til Carlos.
Han studerede musik på konservatoriet i Buenos Aires; men da familien i begyndelsen af 50'erne vendte tilbage til Europa, studerede han en tid kemi i Zürich. Musikken trak dog mere i ham, og op gennem 50'erne og 60'erne havde han stillinger som dirigent ved forskellige operahuse, mest i Tyskland.
Efter at Kleiber i begyndelsen af 70'erne fik sit store gennembrud og begyndte at få høje honorarer for koncerter og pladeindspilninger, havde han aldrig mere fast tilknytning til et orkester. Han bosattte sig i en villa nær München, og i 1981 blev han igen østrigsk statsborger. Han var gift med en slovensk kvinde, fik børn med hende og ligger begravet ved siden af hende i Slovenien.

## Sin tids største dirigent?
Carlos Kleiber opnåede legendarisk status som orkesterdirigent. Det hang selvfølgelig først og fremmest sammen med den høje kvalitet af hans koncerter og pladeindspilninger, en kvalitet, der bragte ham i forreste række blandt det 20. århundredes store dirigenter og efter manges mening gjorde ham til den største dirigent i århundredets anden halvdel. Han var højt beundret af andre musikere, heriblandt også stjerner som sangeren Plácido Domingo og andre dirigenter som Herbert von Karajan og Leonard Bernstein.)

## "Ikke-dirigenten"
Men den faktor, der satte ham i en kategori for sig selv, var sjældenheden af hans musiceren. En af nekrologerne om ham kaldte ham den største "ikke-dirigent". Det var der god mening i:
- Carlos Kleiber var en dirigent, der næsten var mere berømt for ikke at dirigere end for at dirigere. I det meste af sin karriere dirigerede han kun sjældent.
- Han var berygtet for at aflyse koncerter med meget kort varsel. Og f.eks. en pladeindspilning med en anden selvbevidst og temperamentsfuld musiker, pianisten Arturo Benedetti Michelangeli, nåede ifølge rygtet aldrig ud over første prøve, før Kleiber tog sit gode tøj og gik.
- Store dirigenter indspiller som regel mange plader. Kleiber indspillede kun ganske få. Nedenstående liste ser måske ret lang ud; men man bør huske, at den er fra en karriere som dirigent i over fyrre år, og at mange af pladerne ikke er fra pladeindspilninger, men fra radiooptagelser.
- Hans repertoire var meget mindre end andre store dirigenters. Hans kendskab til forskellige musikværker var meget stort; men han dirigerede kun få af dem.
- Han holdt sig helt ude af mediernes spotlys og gav aldrig interviews.

## Gennem perfektion til selvfølgelig lethed
Foruden sjældenhedsværdien var Kleiber også kendt for den enorme omhu, han lagde i arbejdet, når han endelig dirigerede. Han kunne godt bruge flere timer ved orkesterprøverne på at få en enkelt lille detalje på plads. Og forud for møderne med orkestrene var gået langvarige og grundige studier.
Sliddet lønnede sig. En af de karakteristiske egenskaber ved Kleibers pladeindspilninger er, at alt virker let og naturligt. Dette kommer måske tydeligst til udtryk i hans tempovalg, hvor han havde en nærmest mirakuløs evne til at vælge det helt rigtige tempo. I første sats af Beethovens femte symfoni er hans indspilning vistnok en af de hurtigste af alle de mere end hundrede indspilninger af dette værk. Alligevel virker musikken ikke den mindste smule forhastet.

## Gåden Kleiber
Det er et åbent spørgsmål, hvad der var baggrunden for Kleibers omhyggelige styren uden om rollen som "stor dirigent". Flere grunde er blevet foreslået, f.eks. disse:
- Han var bare ikke interesseret. Han ville hellere gå og nusse hjemme i haven. Når så dybfryseren var tom, og de ubetalte regninger havde hobet sig op, dirigerede han et par koncerter med et af de symfoniorkestre, som han kunne vælge og vrage imellem.
- Han var sky og genert og kunne ikke lide store forsamlinger. Ikke før han faktisk stod på podiet og havde dirigentstokken i hånden.
- Han følte sig måske tynget af bevidstheden om sin fars store skygge. Erich Kleiber var en af sin egen tids største dirigenter, og han havde stærkt frarådet Carlos at følge i hans spor.

## Pladeindspilninger
- Ludwig van Beethoven

- Symfoni nr. 4
- Symfoni nr. 5
- Symfoni nr. 6 Pastorale
- Symfoni nr. 7
- Ouverture til Coriolan

- Alban Berg

- Wozzeck – tre fragmenter

- Georges Bizet

- Carmen

- Alexander Borodin

- Symfoni nr. 2

- Johannes Brahms

- Symfoni nr. 2
- Symfoni nr. 4

- George Butterworth

- English Idylls No.1

- Antonin Dvorák

- Klaverkoncert (med Svjatoslav Richter)

- Joseph Haydn

- Symfoni nr. 94 Paukeslaget

- Gustav Mahler

- Das Lied von der Erde

- Wolfgang Amadeus Mozart

- Symfoni nr. 33
- Symfoni nr. 36 Linz

- Otto Nicolai

- Ouverture til Die lustigen Weiber von Windsor

- Jacques Offenbach

- Die kleine Zauberflöte
- Die Verlobung bei der Laterne

- Giacomo Puccini

- La Bohéme

- Franz Schubert

- Symfoni nr. 3
- Symfoni nr. 7 Den ufuldendte (tidligere regnet som nr. 8)

- Johann Strauss den ældre

- Radetzkymarch

- Johann Strauss den yngre

- Div. valse, polkaer osv.
- Die Fledermaus (Flagermusen)

- Joseph Strauss

- Div. valse, polkaer osv.

- Richard Strauss

- Ein Heldenleben
- Elektra
- Der Rosenkavalier (Rosenkavaleren)

- Georg Philipp Telemann

- Tafelmusik-Suite

- Giuseppe Verdi

- La Traviata
- Otello

- Richard Wagner

- Tristan und Isolde (Tristan og Isolde)

- Carl Maria von Weber

- Der Freischütz (Jægerbruden)